# Acanthoideae
Acanthoideae é uma subfamília da família Acanthaceae.

## Tribos
Apresenta as seguintes tribos:
- Acantheae
- Ruellieae